# Liste des députés du Cantal
 (mai 2025).
Liste des députés du Cantal

## Circonscriptions
Le Cantal compte 2 circonscriptions.
- La 1re circonscription correspond aux anciens cantons de : Arpajon-sur-Cère, Aurillac I, Aurillac II, Aurillac III, Aurillac IV, Jussac, Laroquebrou, Maurs, Montsalvy, Saint-Cernin, Saint-Mamet-la-Salvetat, Vic-sur-Cère, soit l'arrondissement d'Aurillac.

- La 2e circonscription correspond aux anciens cantons de : Allanche, Champs-sur-Tarentaine-Marchal, Chaudes-Aigues, Condat, Massiac, Mauriac, Murat, Pierrefort, Pleaux, Riom-ès-Montagnes, Ruynes-en-Margeride, Saignes, Saint-Flour-Nord, Saint-Flour-Sud, Salers, soit les arrondissements de Mauriac et Saint-Flour.

## Ve République

### Dix-septième Législature 2024-
Les députés élus le 7 juillet 2024 sont :
| Circonscription          | Député          | Parti | Parti | Suppléant           | Autre mandat                                                   |
| ------------------------ | --------------- | ----- | ----- | ------------------- | -------------------------------------------------------------- |
| Première circonscription | Vincent Descœur |       | LR    | Isabelle Lantuejoul | Conseiller départemental du Cantal (canton d'Arpajon-sur-Cère) |
| Deuxième circonscription | Jean-Yves Bony  |       | LR    | Marina Besse        | Conseiller départemental du Cantal (canton de Mauriac)         |

### Seizième Législature 2022-2024
Les députés élus le 19 juin 2022 sont :
| Circonscription          | Député           | Parti | Parti | Suppléant           | Autre mandat                                                   |
| ------------------------ | ---------------- | ----- | ----- | ------------------- | -------------------------------------------------------------- |
| Première circonscription | Vincent Descoeur |       | LR    | Isabelle Lantuejoul | Conseiller départemental du Cantal (canton d'Arpajon-sur-Cère) |
| Deuxième circonscription | Jean-Yves Bony   |       | LR    | Marina Besse        | Conseiller départemental du Cantal (canton de Mauriac)         |

### Quinzième Législature 2017-2022
Les députés élus le 18 juin 2017 sont :
| Circonscription          | Député           | Parti | Parti | Suppléant          | Autre mandat                                                             |
| ------------------------ | ---------------- | ----- | ----- | ------------------ | ------------------------------------------------------------------------ |
| Première circonscription | Vincent Descoeur |       | LR    | Angélique Brugeron | Président du Conseil départemental du Cantal (canton d'Arpajon-sur-Cère) |
| Deuxième circonscription | Jean-Yves Bony   |       | LR    | Alain Marleix      | Vice-Président du Conseil départemental du Cantal (canton de Mauriac)    |

### Quatorzième Législature 2012-2017

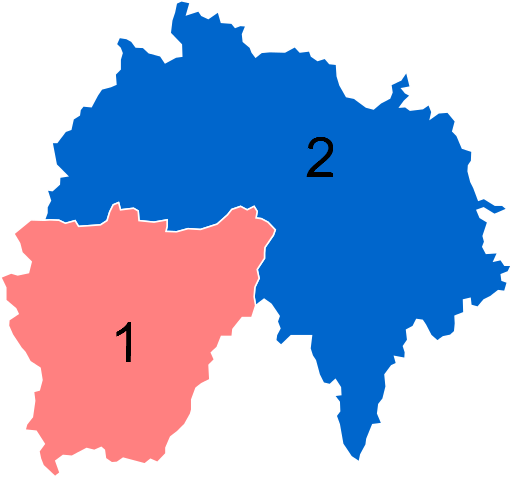
Résultats des élections législatives de 2012 dans le Cantal.

Les députés élus le 17 juin 2012 sont :
| Circonscription          | Député         | Parti | Parti | Suppléant           | Autre mandat                                              |
| ------------------------ | -------------- | ----- | ----- | ------------------- | --------------------------------------------------------- |
| Première circonscription | Alain Calmette |       | PS    | Christian Rouzières | Conseiller départemental du canton d'Aurillac-3           |
| Deuxième circonscription | Alain Marleix  |       | LR    | Jean-Yves Bony      | Conseiller régional d'Auvergne-Rhône-Alpes pour le Cantal |

### Treizième Législature 2007-2012
Les députés élus le 17 juin 2007 sont :
| Circonscription          | Député           | Parti | Parti | Suppléant       | Autre mandat |
| ------------------------ | ---------------- | ----- | ----- | --------------- | --- |
| Première circonscription | Vincent Descoeur |       | UMP   | Sylvie Lachaize | Président du Conseil général du Cantal |
| Deuxième circonscription | Alain Marleix    |       | UMP   | Jean-Yves Bony  | Maire de Massiac (→ 2008) Conseiller général du Canton de Massiac Remplacé par Jean-Yves Bony le 20 juillet 2007 à la suite de sa nomination au gouvernement. Retrouve son siège le 14 décembre 2010 à la suite de son départ du gouvernement. |

### Douzième Législature 2002-2007
Les députés élus le 16 juin 2002 sont :
| Circonscription          | Député        | Parti | Parti | Suppléant       | Autre mandat                                             |
| ------------------------ | ------------- | ----- | ----- | --------------- | -------------------------------------------------------- |
| Première circonscription | Yves Coussain |       | UMP   | Vincent Descœur | Conseiller général du Canton d'Arpajon-sur-Cère          |
| Deuxième circonscription | Alain Marleix |       | UMP   | Jean-Yves Bony  | Maire de Massiac Conseiller général du Canton de Massiac |

### Onzième Législature 1997-2002
| Circonscription          | Député        | Parti | Parti    | Suppléant       | Autre mandat                                             |
| ------------------------ | ------------- | ----- | -------- | --------------- | -------------------------------------------------------- |
| Première circonscription | Yves Coussain |       | UDF-PPDF | Vincent Descœur | Conseiller général du Canton d'Arpajon-sur-Cère          |
| Deuxième circonscription | Alain Marleix |       | RPR      | Jean Chanut     | Maire de Massiac Conseiller général du Canton de Massiac |

### Dixième Législature 1993-1997
| Circonscription          | Député        | Parti | Parti  | Suppléant       | Autre mandat                                                                |
| ------------------------ | ------------- | ----- | ------ | --------------- | --------------------------------------------------------------------------- |
| Première circonscription | Yves Coussain |       | UDF-PR | Vincent Descœur | Conseiller général du Canton d'Arpajon-sur-Cère                             |
| Deuxième circonscription | Alain Marleix |       | RPR    | Jean Chanut     | Maire de Massiac (à partir de 1995) Conseiller général du Canton de Massiac |

### Neuvième Législature 1988-1993
| Circonscription          | Député        | Parti | Parti  | Suppléant        | Autre mandat                                                                              |
| ------------------------ | ------------- | ----- | ------ | ---------------- | ----------------------------------------------------------------------------------------- |
| Première circonscription | Yves Coussain |       | UDF-PR | Georges Brandt   | Conseiller général du Canton d'Arpajon-sur-Cère                                           |
| Deuxième circonscription | Pierre Raynal |       | RPR    | Roger Rigaudière | Président du Conseil général du Cantal (canton de Chaudes-Aigues) Maire de Chaudes-Aigues |

### Huitième Législature (1986-1988)
Députés élus au scrutin proportionnel plurinominal par département
| Liste   | Député        | Parti | Parti | Suppléant        | Autre mandat                                                                              |
| ------- | ------------- | ----- | ----- | ---------------- | ----------------------------------------------------------------------------------------- |
| RPR-UDF | Pierre Raynal |       | RPR   | pas de suppléant | Président du Conseil général du Cantal (canton de Chaudes-Aigues) Maire de Chaudes-Aigues |
| PS      | René Souchon  |       | PS    | pas de suppléant | Maire d'Aurillac Conseiller général du Canton d'Aurillac 1                                |

### Septième Législature (1981-1986)
| Circonscription          | Député        | Parti | Parti | Suppléant        | Autre mandat |
| ------------------------ | ------------- | ----- | ----- | ---------------- | --- |
| Première circonscription | René Souchon  |       | PS    | Firmin Bédoussac | Maire d'Aurillac Conseiller général du Canton d'Aurillac 1 (→ 1982 / à partir de 1985) Remplacé par Firmin Bédoussac le 25 avril 1983 à la suite de sa nomination au gouvernement. |
| Deuxième circonscription | Pierre Raynal |       | RPR   | Pierre Charlanne | Président du Conseil général du Cantal (canton de Chaudes-Aigues) Maire de Chaudes-Aigues                                                                                          |

### Sixième Législature (1978-1981)
| Circonscription          | Député           | Parti | Parti | Suppléant        | Autre mandat |
| ------------------------ | ---------------- | ----- | ----- | ---------------- | --- |
| Première circonscription | Augustin Chauvet |       | RPR   | Francis Tourdes  | Conseiller général du Canton de Salers Démissionne le 2 octobre 1980.                                                                                         |
| Première circonscription | René Souchon     |       | PS    | Firmin Bédoussac | Élu lors de l'élection partielle du 30 novembre 1980 à la suite de la démission d'Augustin Chauvet Maire d'Aurillac Conseiller général du Canton d'Aurillac 1 |
| Deuxième circonscription | Pierre Raynal    |       | RPR   | Pierre Charlanne | Président du Conseil général du Cantal (canton de Chaudes-Aigues) Maire de Chaudes-Aigues                                                                     |

### Cinquième Législature (1973-1978)
| Circonscription          | Député           | Parti | Parti | Suppléant        | Autre mandat                                                                                                 |
| ------------------------ | ---------------- | ----- | ----- | ---------------- | --- |
| Première circonscription | Augustin Chauvet |       | UDR   | Albert Gentet    | Maire de Mauriac Conseiller général du Canton de Salers                                                      |
| Deuxième circonscription | Pierre Raynal    |       | UDR   | Pierre Charlanne | Président du Conseil général du Cantal (canton de Chaudes-Aigues) (à partir de 1976) Maire de Chaudes-Aigues |

### Quatrième Législature (1968-1973)
| Circonscription          | Député           | Parti | Parti | Suppléant       | Autre mandat |
| ------------------------ | ---------------- | ----- | ----- | --------------- | --- |
| Première circonscription | Augustin Chauvet |       | UDR   | François Castex | Maire de Mauriac Conseiller général du Canton de Salers                                                                |
| Deuxième circonscription | Georges Pompidou |       | UDR   | Pierre Raynal   | Remplacé par Pierre Raynal le 22 septembre 1969 à la suite de son élection comme Président de la République française. |

### Troisième Législature (1967-1968)
| Circonscription          | Député           | Parti | Parti | Suppléant      | Autre mandat                                                                                               |
| ------------------------ | ---------------- | ----- | ----- | -------------- | --- |
| Première circonscription | Augustin Chauvet |       | UD-Ve | Georges Pineau | Maire de Mauriac Conseiller général du Canton de Salers                                                    |
| Deuxième circonscription | Georges Pompidou |       | UD-Ve | Jean Sagette   | Remplacé par Jean Sagette le 6 mai 1967 à la suite de sa nomination au poste de Premier ministre français. |

### Deuxième Législature (1962-1967)
| Circonscription          | Député           | Parti | Parti   | Suppléant      | Autre mandat                                                         |
| ------------------------ | ---------------- | ----- | ------- | -------------- | -------------------------------------------------------------------- |
| Première circonscription | Augustin Chauvet |       | MRP     | Georges Pineau | Maire de Mauriac Conseiller général du Canton de Salers              |
| Deuxième circonscription | Jean Sagette     |       | UNR-UDT | Jean Peyrac    | Conseiller général du canton de Saint-Flour-Sud, maire de Neuvéglise |

### Première Législature (1958-1962)
| Circonscription          | Député           | Parti | Parti | Suppléant   | Autre mandat                                                         |
| ------------------------ | ---------------- | ----- | ----- | ----------- | -------------------------------------------------------------------- |
| Première circonscription | Augustin Chauvet |       | CR    | André Vidal | Maire de Mauriac Conseiller général du Canton de Salers              |
| Deuxième circonscription | Jean Sagette     |       | UNR   | Jean Peyrac | Conseiller général du canton de Saint-Flour-Sud, maire de Neuvéglise |

## IVeRépublique

### Troisième législature (1956-1958)
Germain Guibert (SFIO)
Augustin Chauvet (UDSR)
Camille Laurens (Indépendants et paysans d'action sociale)

### Deuxième législature (1951-1956)
Camille Laurens (Centre républicain d'action paysanne et sociale)
Georges Rolland (Centre républicain d'action paysanne et sociale)
Alphonse Dommergue (Centre républicain d'action paysanne et sociale), décédé le 25 juin 1954, remplacé par Antony Joly (Républicain indépendant)

### Première législature (1946-1951)
Clément Lavergne (PCF)
Géraud Jouve (SFIO)
Camille Laurens (Centre républicain d'union paysanne et sociale)

## Gouvernement Provisoire de la République Française

### Deuxième assemblée constituante (juin-novembre 1946)
Clément Lavergne (PCF)
Jacques Meyniel (SFIO)
Camille Laurens (Républicain d'action paysanne et sociale)

### Première assemblée constituante (1945-1946)
Clément Lavergne (PCF)
Maurice Montel (SFIO)
Camille Laurens, élection annulée le 20 décembre 1945, remplacé par Henri Joannon (Républicain indépendant)

## IIIeRépublique

### Assemblée nationale (1871 - 1876)
- Antoine de Castellane, Centre droit
- Raymond Bastid, Centre gauche
- Firmin Salvy, Centre gauche, non-inscrit
- Jean-Jacques Offroy-Durieu, Union républicaine
- Eugène de Murat-Sistrières, Centre gauche

### Ire législature (1876 - 1877)
- Antoine de Castellane
- Jean Oudoul
- Raymond Bastid
- Jean-Jacques Offroy-Durieu

### IIe législature (1877 - 1881)
- Raymond Bastid décédé, remplacé par Adrien Bastid
- Jean Oudoul
- Guillaume Teissèdre
- Jean-Jacques Offroy-Durieu

### IIIe législature (1881 - 1885)
- Adrien Bastid
- Francis Charmes
- Louis Amagat
- Jean-Jacques Offroy-Durieu

### IVe législature (1885 - 1889)
- Adrien Bastid
- Louis Amagat
- Antoine Lascombes
- Antoine Chanson

### Ve législature (1889 - 1893)
- Aurillac : Adrien Bastid, Républicain
- Murat : Francis Charmes, Républicain
- Saint-Flour : Louis Amagat, Droite, décédé en 1890, remplacé par Hippolyte Mary-Raynaud, Républicain, invalidé en 1890, remplacé par Armand Bory, Républicain
- Mauriac : Antoine Lascombes, Républicain

Source : journal Le Temps du 24 septembre et du 8 octobre 1889 sur Gallica,.

### VIe législature (1893 - 1898)
- Aurillac : Adrien Bastid, Républicain
- Murat :  Francis Charmes, Républicain
- Saint-Flour : Armand Bory, Républicain
- Mauriac : Antoine Lascombes, Républicain

Source : journal Le Temps du 22 août et du 5 septembre 1893 sur Gallica,.

### VIIe législature (1898 - 1902)
- Mauriac : Fernand Brun, Radical Socialiste
- Aurillac : Noël Cazals, Radical
- Murat : Gabriel Peschaud, Radical
- Saint-Flour : Pierre Hugon, Radical

Source : journal Le Temps du 10 mai et du 24 mai 1898 sur Gallica,.

### VIIIe législature (1902 - 1906)
- Murat : Stanislas de Castellane, Rallié
- Saint-Flour : Jean de Castellane, Rallié, invalidé en 1902, remplacé par Pierre Hugon, Radical Socialiste
- Mauriac : Fernand Brun, Radical dissident (groupe Gauche radicale)
- Aurillac : Adrien Bastid, Républicain ministériel, décédé en 1903, remplacé par Justin Rigal, Radical Socialiste

Source : journal Le Temps du 29 avril et du 13 mai 1902 sur Gallica,.

### IXe législature (1906 - 1910)
- Mauriac : Fernand Brun, Radical
- Aurillac : Justin Rigal, Radical
- Murat : Ferdinand Baduel, Radical
- Saint-Flour : Pierre Hugon, Radical

Sources : Journal Le Temps du 6 et du 22 mai 1906 sur Gallica - ,.

### Xe législature (1910 - 1914)
- Mauriac : Fernand Brun, Radical socialiste
- Murat : Ferdinand Baduel, Radical socialiste
- Aurillac : Francis Fesq, Gauche démocratique (radical dissident)
- Saint-Flour : Armand Bory, Gauche démocratique

Sources : Journal Le Temps du 24 avril et du 8 mai 1910 sur Gallica - ,.

### XIe législature (1914 - 1919)
- Mauriac : Fernand Brun, Radical socialiste
- Aurillac : Justin Rigal, Radical socialiste
- Murat : Ferdinand Baduel, Radical socialiste
- Saint-Flour : Pierre Hugon, Radical socialiste

Sources : Journal Le Temps du 28 avril et du 12 mai 1914 sur Gallica - ,.

### XIIe législature (1919 - 1924)
Les élections législatives de 1919 furent organisées au scrutin proportionnel de liste. Elles marquèrent au niveau national la victoire du "Bloc national" de centre-droit.
Liste d'union nationale républicaine
- Victor Bataille, Gauche républicaine démocratique
- Joseph Hermabessière, Gauche républicaine démocratique
- Stanislas de Castellane, Gauche républicaine démocratique
- Louis Farges, Gauche républicaine démocratique

Source : Barodet, sur le site de l'Assemblée Nationale - https://bibnum.sciencespo.fr/s/catalogue/ark:/46513/sc16m2kz#?c=&m=&s=&cv=

### XIIIe législature (1924 - 1928)
Les élections législatives de 1924 furent organisées au scrutin proportionnel de liste. Elles marquèrent au niveau national national la victoire du "Cartel des gauches".
Liste du Cartel des gauches
- Paul Bastid, Conseiller général, Parti radical et radical-socialiste
- Henry Fontanier, SFIO
- Pierre Trémoulière, maire d'Omps, Parti radical et radical-socialiste

Source : Barodet, sur le site de l'Assemblée Nationale - https://bibnum.sciencespo.fr/s/catalogue/ark:/46513/sc16m1m0#?c=&m=&s=&cv=

### XIVe législature (1928 - 1932)
Les élections législatives furent au scrutin d'arrondissement majoritaire à deux tours de 1928 à 1936.
- Aurillac : Paul Bastid, Radical-socialiste
- Saint-Flour/Murat : Stanislas de Castellane, Républicain de gauche (modéré)
- Mauriac : Fernand Brun, Gauche sociale et radicale

Source : Élections législatives 22-29 avril 1928 de Georges Lachapelle - https://gallica.bnf.fr/ark:/12148/bpt6k320439r.texteImage#

### XVe législature (1932 - 1936)
- Aurillac : Paul Bastid, Radical-socialiste
- Mauriac : Henry Fontanier, SFIO
- Saint-Flour / Murat : Stanislas de Castellane, Républicains de gauche

### XVIe législature (1936 - 1940)
- Saint-Flour / Murat : Maurice Montel, Gauche indépendante (Républicain radical indépendant)
- Aurillac : Paul Bastid, Radical-socialiste
- Mauriac : Fernand Talandier, Gauche démocratique et radicale indépendante

## Second Empire

### Irelégislature(1852-1857)
- Arthur de La Guéronnière démissionne en 1854, remplacé par André Creuzet
- Jean-Hippolyte Esquirou de Parieu

### IIelégislature(1857-1863)
- André Creuzet
- Jean-Hippolyte Esquirou de Parieu

### IIIelégislature(1863-1869)
- André Creuzet
- Jean-Hippolyte Esquirou de Parieu

### IVelégislature(1869-1870)
- Raymond Bastid
- André Creuzet

## IIeRépublique
Élections au suffrage universel masculin à partir de 1848

### Assemblée nationale constituante (1848-1849)
- Félix Esquirou de Parieu
- Jean-Jacques Durrieu
- André Theilhard-Latérisse
- Jean-Baptiste Daude
- Amédée Delzons
- Antoine Richard du Cantal
- Eugène de Murat-Sistrières

### Assemblée nationale législative (1849-1851)
- Jean-Jacques Durrieu
- André Theilhard-Latérisse
- Antoine Richard du Cantal
- Eugène de Murat-Sistrières

## Chambre des députés (Monarchie de Juillet)

### IreLégislature(1830-1831)
- Jean-François Teillard-Nozerolles
- Jean-Baptiste Bonnefons
- Louis Charles de Saint-Martial de Conros

### IIeLégislature(1831-1834)
- Jean-François Teillard-Nozerolles
- Félix Salvage
- Jean-Baptiste Bonnefons
- Jean Roussilhe

### IIIeLégislature(1834-1837)
- Jean-François Teillard-Nozerolles
- Félix Salvage
- Jean-Baptiste Bonnefons
- Jean Roussilhe

### IVeLégislature(1837-1839)
- Jean-François Teillard-Nozerolles
- Félix Salvage
- Pierre Dessauret
- Jean-Baptiste Bonnefons

### VeLégislature(1839-1842)
- Jean-François Teillard-Nozerolles
- Félix Salvage
- Pierre Dessauret
- Jean-Baptiste Bonnefons

### VIeLégislature(1842-1846)
- Jean-François Teillard-Nozerolles décédé en 1844, remplacé par Henri de Castellane
- Félix Salvage
- Pierre Dessauret
- Jean-Baptiste Bonnefons

### VIIeLégislature(17/08/1846-24/02/1848)
- Henri de Castellane décédé en 1847, remplacé par Erasme-Henri de Contades
- Félix Salvage
- Pierre Dessauret
- Jean-Baptiste Bonnefons

## Chambre des députés des départements (2eRestauration)

### Irelégislature(1815–1816)
- Charles Ganilh
- Jean-Baptiste Vacher de Tournemine
- Hugues Croizet

### IIelégislature(1816-1823)
- Antoine-Joseph Guitard
- Charles Ganilh
- Jean-Baptiste Vacher de Tournemine
- Hugues Croizet

### IIIelégislature(1824-1827)
- Jean-Baptiste Barlier
- Louis Charles de Saint-Martial de Conros
- Hugues Croizet

### IVelégislature(1828-1830)
- Philippe Higonet
- Joseph-Annet de Lastic
- Hugues Croizet

### Velégislature(23 juin 1830-28 juillet 1830)
- Philippe Higonet
- Louis Charles de Saint-Martial de Conros

## Chambre des représentants (Cent-Jours)
- Louis-Félix Dubois-Dufer
- Joseph Vigier
- Jean-François Fahy
- Antoine-Joseph Guitard
- Jean-Félix Salvage

## Chambre des députés des départements (1reRestauration)
- Guillaume-Auguste Jaubert
- Antoine Delzons

## Corps législatif(1800-1814)
- Jean-Félix Salvage
- Guillaume-Auguste Jaubert
- Jean-Baptiste Vacher de Tournemine
- Jean-François Clavière
- Jean-Baptiste Coffinhal (1746-1818)
- Antoine Delzons

## Conseil des Cinq-Cents(1795-1799)
- Antoine Dominique Chabanon
- Jean-François Clavière
- Jacques Méjansac
- Antoine Bertrand
- Alexandre Thibaut
- Paulin Duclaux
- François Armand

## Convention nationale(1792-1795)
- Jean-Baptiste Milhaud
- Antoine Dominique Chabanon
- Jean-Baptiste Lacoste
- Jean-Baptiste Carrier
- Guillaume Peuvergne
- Jacques Méjansac
- Antoine Bertrand
- Jean-Pierre Malhes
- Alexandre Thibaut
- Nicolas Mirande

## Assemblée législative (1791-1792)
- Antoine-Joseph Guitard
- Jean-Baptiste Perret
- Jean-Félix Salvage
- Jean-Joseph Benoid
- Jean-Baptiste Gros
- Pierre Vayron
- François Teillard
- Pierre-Paul Henry